# Ondenc
L'ondenc est un cépage blanc originaire du vignoble du Sud-Ouest de la France.

## Histoire
L'ondenc est un cépage du Sud-Ouest qui a longtemps peuplé les vignobles bordelais, bergeracois, Duras et Gaillac.
Abandonné de tous, il a été éliminé au moment de la crise du phylloxéra, au profit notamment du sémillon et du sauvignon.
Quelques vignerons de Gaillac ont cru en lui. Il est en passe d'être sauvegardé dans cette appellation, et produit sur moins d'une dizaine d'hectares. En revanche, il existe un important vignoble d'ondenc en Australie.

## Caractères ampélographiques
- Extrémité du jeune rameau qui présente une très forte densité de poils couchés.
- Jeunes feuilles vertes.
- Feuilles adultes à cinq lobes, sinus pétiolaire peu ouvert ou à bords parallèles, sinus latéraux profonds, ouverts avec une forme de la base en U, dents courtes à côts rectilignes ou convexes, pigmentation des nervures faible à moyenne, face inférieure du limbe avec une densité moyenne des poils dressés ou couchés.
- baies de forme elliptiques.

## Aptitudes
- Cultures : l'ondenc est un cépage fertile qui doit être conduit en taille courte ; très vigoureux et fertile, il a tendance à couler et alterner.
- Sensibilité : il craint surtout la pourriture grise et acide, mais aussi dans une moindre mesure, l'oïdium et le mildiou.
- Technique : les grappes et baies sont de taille moyenne ; il donne des vins fins, peu aromatiques ; il peut aussi permettre d'élaborer des vins liquoreux grâce à sa précocité, et la distillation de ses vins donne une eau-de-vie de bonne qualité.

## Génétique
Trois clones ont été sélectionnés : les numéros 674, 675 et 676. Le premier est plus fertile et productif grâce à des grappes plus lourdes, mais le degré alcoolique obtenu est plus faible. 
Vingt familles d'ondenc sont en cours d'étude au conservatoire viticole du Tarn à Peyrole

## Synonymes
Béquin, blanc sélection carrière, blanquette, chaloche, chalosse, dourec, dourech, Irvine's white, oustenc, picquepoul de Moissac, prentiou, pripaic, primard, sable blanc, semis blanc, sentit blanc, sercial.

## Sources
1. ↑  Le Paysan tarnais, 24 juin 2004